# Robert Bertie (1er duc d'Ancaster et Kesteven)
Robert Bertie (20 octobre 1660 - 26 juillet 1723 est un homme d'État britannique.

## Biographie
Il est le fils de Robert Bertie (3e comte de Lindsey) et Elizabeth Wharton.

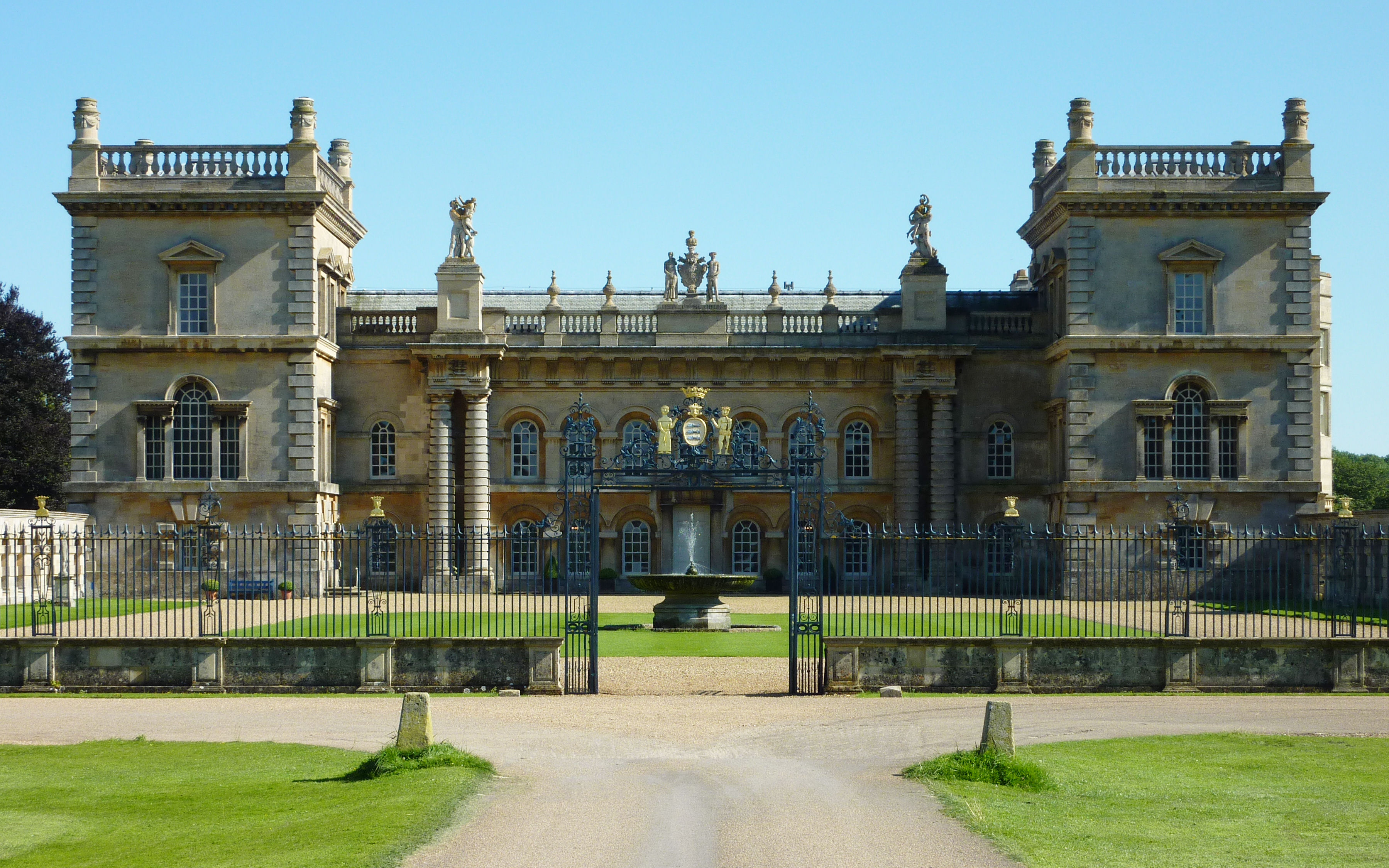
Château de Grimsthorpe, Lincolnshire.

Il entre au Parlement en tant que député de Boston en 1685 et siège au Parlement loyal (1685-1687) et au Parlement de la Convention (1689-1690). Il est capitaine d'une troupe de cavaliers levée dans le but de réprimer la rébellion de Monmouth le 20 juin 1685. En 1690, il est réélu pour Preston, mais est bientôt obligé de quitter la Chambre des communes pour la Chambre des lords après avoir reçu une ordonnance d'accélération du titre de baron Willoughby de Eresby. Il est Chancelier du duché de Lancastre de 1689 à 1697.
Il hérite du comté de Lindsey à la mort de son père en 1701 et est investi conseiller privé un mois plus tard. Avec le comté de Lindsey, il hérite également des fonctions de Lord-grand-chambellan et de Lord Lieutenant du Lincolnshire, qu'il conserve jusqu'à sa mort et passera à son fils, le 2e duc d'Ancaster et de Kesteven. Lord Lindsey, comme il s'appelle maintenant, est ensuite créé marquis de Lindsey en 1706 et est finalement créé duc d'Ancaster et Kesteven en 1715 (cette année-là, il sert aussi temporairement en tant que Lord Justice).
En 1715, il emploie Sir John Vanbrugh pour concevoir une façade baroque dans sa maison de Grimsthorpe afin de célébrer son anoblissement en tant que premier duc d'Ancaster et de Kesteven.

## Famille
Le 30 juillet 1678, Lord Willoughby épouse Mary Wynn (décédée le 20 septembre 1689), héritière galloise, fille de sir Richard Wynn, 4e baronnet et descendante directe de la maison princière d'Aberffraw. Ils ont cinq enfants:
- Robert Bertie, Lord Willoughby (6 février 1683 - 4 mai 1704), meurt pendant ses études à la Wolfenbüttel Ritter-Akademie
- Peregrine Bertie (2e duc d'Ancaster et Kesteven) (1686-1742)
- Lady Elizabeth, Lady Eleanor et Lady Mary Bertie, décédées non mariées.

Après la mort de sa première femme en 1689, il épouse Albinia Farington, fille du major-général William Farington, par qui il a :
- Vere Bertie (mort en 1768)
- Montagu Bertie (décédé le 12 décembre 1753), épouse Elizabeth Piers (décédée en 1782), fille de William Piers ; leur fille Augusta épouse John Fane (9e comte de Westmorland) en 1758
- Thomas Bertie (24 juillet 1720 - 21 juillet 1749)
- Robert Bertie (1721-1782)
- Louisa Bertie, mariée à Thomas Bludworth en 1736

Il décède en juillet 1723, à l'âge de 62 ans, en homme d'État établi mais relativement peu célébré. Sa veuve se remarie avec James Douglas et meurt en 1745.